# Белла и Бульдоги
Белла и Бульдоги (англ. Bella and the Bulldogs) — американский телесериал, который был впервые показан на канале Nickelodeon 17 января 2015 года. 4 марта 2015 года сериал продлили на второй сезон, который был показан 30 сентября этого же года. 25 июня 2016 года была показана последняя серия телесериала. В этот же день актриса Брэк Бэссинджер написала в Твиттере об этой серии — «I hope y’all enjoyed the last episode of #bellaandthebulldogs …» (рус. Я надеюсь, что вы все насладились последним эпизодом #беллаибульдоги ...).

## Сюжет
Школьница Белла Доусон решает исполнить свою давнюю мечту и становится новым квотербеком в футбольной команде «Бульдоги». Удастся ли ей теперь совмещать тренировки на поле и общение с лучшими подружками-чирлидершами?

## В ролях

### Главные персонажи
- Брэк Бэссинджер — Белла Доусон
- Кой Стюарт — Трой
- Джеки Радински — Сойер
- Бадди Хандлсон — Ньют
- Лилимар Эрнандес — Софи
- Хейли Тджу — Пеппер
- Рио Манджини — Эйс МакФамблс

### Второстепенные персонажи
- Дориен Уилсон — Тренер Расселл
- Энни Тедеско — Кэрри Доусон
- Фрой Гутьеррес — Чарли

## Эпизоды
| Сезон | Эпизоды | Первая дата выхода | Последняя дата выхода |
| ----- | ------- | ------------------ | --------------------- |
| 1     | 19      | 17 января 2015     | 30 мая 2015           |
| 2     | 20      | 30 сентября 2015   | 25 июня 2016          |